# Єльчанінов Володимир Сергійович
Володимир Сергійович Єльчанінов — український політик. Колишній народний депутат України 3-го скликання.

## Життєпис
Народився 25 квітня 1959 року, в місті Оренбург, Росія; росіянин.
Закінчив ленінградський державний університет (1984), за спеціальністю — фізика.

## Кар'єра
- 1984-1989 — інженер-стажист, старший інженер, Всесоюзний НДІ радіоелектронних систем НВО "Ленінець", м. Феодосія Крим. обл.
- 1989-1995 — заступник голови, кооператив "Акт"; інженер-програміст, кооператив НВО "Елітон"; менеджер, МП "Лунхай", місто Феодосія.
- 1995-1998 — голова правління, ЗАТ "Промислова інвестиційна компанія"; заст. дир., ЗАТ "ГІ-Брокер", м. Київ.

## Політична діяльність
Народний депутат України 3 скликання 03.1998-04.2002 від ПЗУ, № 6 в списку. На час виборів: заступник директора ТОВ "ГІ-брокер" (місто Київ), член ПЗУ. 
Член фракції ПЗУ (05.1998-03.1999); позафракційний (03.-04.1999), фракції ПСПУ (04.-12.1999), позафракційний (12.1999-01.2000), член фракції ПЗУ (01.2000-11.2001); член Комітету з питань будівництва, транспорту і зв'язку (з 07.1998).
04.2002 кандидат в народні депутати України від блоку Наталії Вітренко, № 8 в списку. На час виборів: народний депутат України, член Партії освітян України.